# 김형숙 (목회자)
김형숙(金瀅叔, 일본식 이름: 金宮瀅叔, 1893년 12월 18일 ~ 1961년 5월 14일)은 한국의 장로교 목사이다.

## 생애
함경남도 함흥부 출생이다. 홍원군의 사립 의명학교를 졸업하고 보통학교 교사와 면서기로 근무하다가 장로교 전도사가 되었다. 캐나다 선교회의 도움으로 평양신학교에 진학하여 1926년 제19기로 졸업했다.
전도사로 근무하던 홍원군 삼호면의 삼호교회에서 1925년 목사 안수를 받았고, 1926년부터 광복 후인 1946년까지 20년 동안 함흥의 함흥남부교회 목사로 재직했다. 김형숙의 개성 김씨 집안은 홍원군에서 일족을 이루고 있었는데, 처음에는 김형숙의 목회 활동을 방해하다가 대거 전도를 받고 집안에서 목사와 장로를 여럿 배출했다는 일화가 있다.
함흥남부교회 목사로 능력을 인정받으면서 1928년부터 1944년까지 16년 동안 함남노회 노회장을 네 차례나 역임하는 등 이 지역 장로교계의 대표적인 인물이었다. 함흥영생남녀중학교와 평양신학교, 원산여자신학교 이사를 지내기도 했다. 태평양 전쟁 말기에 조선정신총동원조선예수교장로회에 참여 하였고, 광복 직전인 1945년에 통합 교단으로 출범한 일본기독교조선교단에서는 감리교의 박연서와 함께 함남교구장을 맡았다.
광복 후 조만식의 조선민주당에 참여하기도 했으나, 반탁 운동을 주도한 개신교계가 탄압을 받으면서 곧 대한민국으로 월남했다. 월남한 뒤에는 문맹 퇴치와 농민 의식 개혁, 농촌 생활 개선을 골자로 한 기독교 신생활 운동을 제창했고, 한국 전쟁 중에는 월남 피난민 중심의 공동체인 신생숙을 세우기도 했다. 경기노회 한남교회 초대 당회장으로 재직하다가 설교 도중 쓰러져 순직했다.
2008년 공개된 민족문제연구소의 친일인명사전 수록예정자 명단 중 종교 부문에 선정되었다.

## 같이 보기
- 일본기독교조선교단

## 참고자료
- 김응철 (2002년 11월 1일). “참목자이신 김형숙 목사”. 한국기독교장로회 회보. 2008년 4월 14일에 확인함.[깨진 링크(과거 내용 찾기)]
- 김응철 (2002년 12월 1일). “참목자이신 김형숙 목사 2”. 한국기독교장로회 회보. 2008년 4월 14일에 확인함.[깨진 링크(과거 내용 찾기)]